# 土佐煮
土佐煮（とさに）は、煮物の一種である。土佐名物である鰹節を削ったものを野菜などとともに醤油で煮込んだ料理。

## 概要
筑前煮など、ほかの煮物にも鰹節を出汁のひとつとして使うものは多いが、土佐煮では鰹節の濃厚な味を生かしたり、具材の一部として使う特徴がある。土佐酢などと同様、鰹節を用いることから鰹で有名な土佐（現高知県）の名を用いる。高知県下に限らず、日本各地でこの手法や名称の料理が作られている。
タケノコのものがよく知られているが、ゴボウやフキなどでも作られる。一般に、あまり甘味を加えずに、醤油と鰹節の風味を生かした煮方で作られることが多い。

## 土佐煮にされる主な食材

### 地中物
- タケノコ
- フキ
- レンコン
- ゴボウ
- ニンジン
- サトイモ

### 魚介類
- イワシ
- サンマ
- アユ
- カキ

### その他
- こんにゃく（単品および上記のものとあわせることも多い）
- 豚肉（単品では使用せずに上記のものとあわせるのが普通）
- 鶏肉（単品では使用せずに上記のものとあわせるのが普通）

## 使用する調味料
- かつおぶし（必ず使用する、食材の一部ともされる）
- みりん（だしに10パーセントから15パーセントの間で好みによって増減する）
- しょうゆ（一般的には濃口、料亭や食事処では薄口を使用することが多い）
- 鷹の爪（好みによる）
- 木の芽（好みによる）